# Mark Ejdelsztejn
Mark Aleksandrowicz Ejdelsztejn (ros. Марк Александрович Эйдельштейн; ur. 18 lutego 2002 w Niżnym Nowogrodzie) – rosyjski aktor filmowy, teatralny i telewizyjny. 

## Wczesne życie i edukacja
Urodził się 18 lutego 2002 roku w Niżnym Nowogrodzie w Rosji w rodzinie pochodzenia żydowskiego Jego matka, Olesia Walerjewna Ejdelsztejn, pracuje jako nauczycielka mowy scenicznej w Szkole Teatralnej im. Jewgienija Jewstigniejewa w Niżnym Nowogrodzie. Młody Mark często opuszczał szkołę, aby uczestniczyć w zajęciach prowadzonych przez matkę.
W 2018 roku Ejdelsztejn przeszedł eliminacje regionalne konkursu dla młodych aktorów i dotarł do ogólnorosyjskiego finału, który odbył się w Arteku. Tam spotkał się z dziekanem wydziału aktorskiego Rosyjskiego Instytutu Sztuki Teatralnej, Tarasem Biełousowem, który poradził mu, aby jak najszybciej ukończył szkołę i wybrał teatr jako kierunek kariery — co też uczynił w 2019 roku wstępując do Moskiewskiej Szkoły-Studia Teatru Artystycznego, którą ukończył 2023 roku.

## Kariera
Zdobył sławę grając główną rolę w dramacie Strana Sasza, którego światowa premiera odbyła się w lutym 2022 roku podczas 72. Międzynarodowego Festiwalu Filmowego w Berlinie . Dziennikarze nadali mu przydomek „rosyjski Timothée Chalamet”. Najbardziej znany jest z roli w nagrodzonym Złotą Palmą i Oscarem amerykańskim filmie Anora (2024) Seana Bakera.

## Filmografia

### Kino
| Rok  | Tytuł                      | Rola                  | Notatki          | Przypis |
| ---- | -------------------------- | --------------------- | ---------------- | ------- |
| 2021 | Pierwyj snieg              | „Pasza                |                  |         |
| 2022 | Strana Sasza               | Sasza                 |                  |         |
| 2023 | Prawiednik                 | Mosze Tal             |                  |         |
| 2024 | Sto let tomu wpieriod      | Kola Gierasimow       |                  |         |
| 2024 | Nado snimat´ filmy o lubwi | Mark                  |                  |         |
| 2024 | Anora                      | Iwan „Wania” Zacharow | film amerykański |         |

### Telewizja
| Rok  | Tytuł                | Rola                    | Notatki                     | Przypis |
| ---- | -------------------- | ----------------------- | --------------------------- | ------- |
| 2021 | Krasz                | Mister Dukey            |                             |         |
| 2021 | Szestnadcat´ +       | Fil                     |                             |         |
| 2022 | Smyczok              | Sienia                  |                             |         |
| 2022 | Monastyr´            | Jura                    | serial telewizyjny          | [ 9 ]   |
| 2024 | Czistyje             | Wieniamin               | serial telewizyjny          |         |
| 2024 | Witrinnyj ekziemplar | młody Grigorij Perelman |                             | [ 10 ]  |
| 2024 | Farma                | Anton                   |                             |         |
|      | Mr. & Mrs. Smith     | pan Smith               | serial amerykański; sezon 2 | [ 8 ]   |